# Ganoderma daiqingshanense
Ganoderma daiqingshanense är en svampart som beskrevs av J.D. Zhao 1989. Ganoderma daiqingshanense ingår i släktet Ganoderma och familjen Ganodermataceae.   Inga underarter finns listade i Catalogue of Life.